# Alta GP
Alta GP(Grand Prix) byl vůz formule 1 používaný v roce 1950a 1951.

## Popis
Společnost Alta Car and Engineering Company založil inženýr Geoff Taylor. Již v roce 1929 společnost postavila první sportovní automobil poháněný 4 válcovým motorem DOHC o objemu 1074 cc. V motoru byla použita speciální pouzdra válců, které odstraněním nebo naopak vložením umožňovala změnu objemu v rámci jednoho bloku motoru a to na 1,5 l nebo 2 l. V roce 1934 Alta produkovala vozy, které byly alternativou ke konkurenčním vozům ERA pro závody ve sprintu nebo jízdě do vrchu. Se vznikem "Voiturette" v roce 1937 začal Taylor se stavbou jednomístných vozů s nezávislým zavěšením všech čtyř kol a dvoulitrovým motorem.
Vůz Alta GP postavil Geoff Taylor a umístil do něho motor vlastní konstrukce, který čítal 4 válce v řadě o celkovém objemu 2 litry a doplněný kompresorem. Motor byl navržen již v roce 1945 a vývoj vozu se protáhla o další tři roky. Výsledkem byl pohledný závodní vůz, který se účastnil řady poválečných závodů. Nový vůz Alta GP vyráběný v roce 1948 byl poháněný motorem o objemu 1,5 l a přeplňovaný kompresorem Roots, který dosahoval výkonu 230 koňských sil. První vůz GP1 koupil George Abecassis, který s vozem slavil úspěchy v sedmi závodech. Druhý vůz GP2 koupil Crossley v roce 1949 a vůz GP3 získal Kelly v roce 1950, posledně jmenovaný vůz měl již dvoufázový kompresor.
Dvě Alty s Crossleyem a Kellym nastoupily do prvního závodu nově vzniklého mistrovství světa formule 1, v Silverstone. Crossley se kvalifikoval na 17. místě a Kelly o dvě místa hůře. Zatímco Crossley ukončil závod předčasně ve 43. kole pro poruchu na rozvodech, Kelly dojel do cíle se ztrátou šesti kol a nebyl klasifikován. Crossley startoval také v Grand Prix Belgie, kde se kvalifikoval na 12. místě a v cíli obsadil konečné 9. místo s pětikolovou ztrátou na nejlepší. Kelly se připravoval na další domácí Grand Prix v roce 1951, kvalifikoval se 18 z dvaceti pilotů. V závodě byl rozdíl ve výkonnosti daleko patrnější, Kelly dojel do cíle se ztrátou 15 kol a znovu nebyl klasifikován.

## Technická data
- Motor: Alta
  - Řadový
  - 4 válce
  - Objem: 1999 cc

- Hmotnost: 610 kg
- Pneumatiky: Dunlop

## Výsledky vozu Alta GP
| Legenda k tabulce | Legenda k tabulce                                                                       |
| Barva             | Výsledek                                                                                |
| ----------------- | --------------------------------------------------------------------------------------- |
| Zlatá             | Vítěz                                                                                   |
| Stříbrná          | 2. místo                                                                                |
| Bronzová          | 3. místo                                                                                |
| Zelená            | Bodované umístění                                                                       |
| Modrá             | Nebodované umístění                                                                     |
| Modrá             | Dokončil neklasifikován (NC)                                                            |
| Fialová           | Odstoupil (Ret)                                                                         |
| Červená           | Nekvalifikoval se (DNQ)                                                                 |
| Červená           | Nepředkvalifikoval se (DNPQ)                                                            |
| Černá             | Diskvalifikován (DSQ)                                                                   |
| Bílá              | Nestartoval (DNS)                                                                       |
| Bílá              | Závod zrušen (C)                                                                        |
| Světle modrá      | Pouze trénoval (PO)                                                                     |
| Světle modrá      | Páteční testovací jezdec (TD)                                                           |
| Bez barvy         | Netrénoval (DNP)                                                                        |
| Bez barvy         | Vyřazen (EX)                                                                            |
| Bez barvy         | Nepřijel (DNA)                                                                          |
| Bez barvy         | Odvolal účast (WD)                                                                      |
| Bez barvy         | Nezúčastnil se (prázdné)                                                                |
| Označení          | Význam                                                                                  |
| Tučnost           | Pole position                                                                           |
| Kurzíva           | Nejrychlejší kolo                                                                       |
| †                 | Jezdec nedojel do cíle, ale byl klasifikován, protože odjel více než 90 % délky závodu. |
| ‡                 | Byl udělován poloviční počet bodů, protože bylo odjeto méně než 75 % délky závodu.      |
| Horní index       | Umístění bodujících jezdců ve sprintu                                                   |

| Rok  | Šasi    | Motor        | Pneu | Jezdci         | 1   | 2   | 3   | 4   | 5   | 6   | 7   | 8   | Body | Umístění |
| ---- | ------- | ------------ | ---- | -------------- | --- | --- | --- | --- | --- | --- | --- | --- | ---- | -------- |
| 1950 | Alta GP | Alta 1.5 L4C | D    |                | GBR | MON | 500 | CH  | BEL | FRA | ITA |     | -    | -        |
| 1950 | Alta GP | Alta 1.5 L4C | D    | Joe Kelly      | Nc  |     |     |     |     |     |     |     | -    | -        |
| 1950 | Alta GP | Alta 1.5 L4C | D    | Geoff Crossley | Ret |     |     |     | 9   |     |     |     | -    | -        |
| 1951 | Alta GP | Alta 1.5 L4C | D    |                | CH  | 500 | BEL | FRA | GBR | GER | ITA | ESP | 0    | 0        |
| 1951 | Alta GP | Alta 1.5 L4C | D    | Joe Kelly      |     |     |     |     | Nc  |     |     |     | 0    | 0        |